# Quận Scott, Arkansas
Quận Scott là một quận thuộc tiểu bang Arkansas, Hoa Kỳ.
Quận này được đặt tên theo Andrew Scott. Theo điều tra dân số của Cục điều tra dân số Hoa Kỳ năm 2000, quận có dân số 10.996 người. Quận lỵ đóng ở Waldron.6 Đây là quận cấm rượu hay quận khô.

## Địa lý
Theo Cục điều tra dân số Hoa Kỳ, quận có diện tích 2326 km2, trong đó có 11 km2 là diện tích mặt nước.

### Các xa lộ chính
- U.S. Highway 71
- U.S. Highway 270
- State Route 23
- Highway 28
- Highway 70
- State Route 80

### Quận giáp ranh
- Quận Sebastian (tây bắc)
- Quận Logan (đông bắc)
- Quận Yell (đông)
- Quận Montgomery (đông nam)
- Quận Polk (nam)
- Le Flore, Oklahoma (tây)

## Thông tin nhân khẩu

Tháp tuổi dân cư quận Scott

Theo điều tra dân số 2 năm 2000, quận đã có dân số 10.996 người, 4.323 hộ gia đình, và 3.121 gia đình sống trong quận hạt. Mật độ dân số là 12 người trên một dặm vuông (5/km ²). Có 4.924 đơn vị nhà ở mật độ trung bình của 6 trên một dặm vuông (2/km ²). Cơ cấu điểm chủng tộc của quận gồm 93,53% người da trắng, 0,23% da đen hay Mỹ gốc Phi, 1,40% người Mỹ bản xứ, 0,95% châu Á, Thái Bình Dương 0,01%, 2,56% từ các chủng tộc khác, và 1,32% từ hai hoặc nhiều chủng tộc. 5,71% dân số là người Hispanic hay Latino thuộc một chủng tộc nào.
Có 4.323 hộ, trong đó 32,6% có trẻ em dưới 18 tuổi sống chung với họ, 59,5% là đôi vợ chồng sống với nhau, 8,5% có nữ hộ và không có chồng, và 27,8% gia đình được không. 24,8% của tất cả các hộ gia đình đã được tạo ra từ các cá nhân và 11,4% có người sống một mình 65 tuổi hoặc lớn tuổi hơn là người. Cỡ hộ trung bình là 2,52 và cỡ gia đình trung bình là 2,98.
Trong quận này độ tuổi dân số được trải ra với 26,5% ở độ tuổi dưới 18, 8,1% 18-24, 26,5% 25-44, 24,2% từ 45 đến 64, và 14.7% từ 65 tuổi trở lên người. Độ tuổi trung bình là 37 năm. Đối với mỗi 100 nữ có 101,9 nam giới. Đối với mỗi 100 nữ 18 tuổi trở lên, có 96,6 nam giới.
Thu nhập trung bình cho một hộ gia đình trong quận đã được $ 26.412, và thu nhập trung bình cho một gia đình là $ 30.311. Phái nam có thu nhập trung bình $ 23.118 so với 17.127 $ cho phái nữ. Thu nhập bình quân đầu người là 13.609 $. Có 15,3% các gia đình và 18,2% dân số sống dưới mức nghèo khổ, bao gồm 21,2% của những người dưới 18 tuổi và 14,1% của những người 65 tuổi hoặc hơn.